# Manny Hernández
Manuel Antonio Hernández Montás (nacido el 7 de mayo de 1961 en La Romana) es un ex lanzador dominicano que jugó en las Grandes Ligas de Béisbol. Firmado como amateur en 1978 por los Houston Astros, Hernández pasó la mayor parte de su tiempo en el sistema de ligas menores de los Astros. Hizo su debut en Grandes Ligas en 1986, pasando las próximas tres temporadas con los Astros antes de ser puesto en la agencia libre el 15 de octubre de 1988. El 23 de noviembre fue firmado por los Minnesota Twins, pero solo permaneció en las ligas menores del equipo hasta que fue adquirido por los New York Mets el 1 de agosto de 1989. Terminó su carrera con 2 victorias, 7 derrotas, 4.47 de efectividad en 16 juegos lanzados y 50.1 innings. Permitió 58 hits, 30 carreras (25 limpias), 3 jonrones, dio 17 bases por bolas (4 intensionales) y ponchó 22.